# Le Plafond (film, 1962)
 (juin 2024).
La mise en forme du texte ne suit pas les recommandations de Wikipédia : il faut le « wikifier ».
Les points d'amélioration suivants sont les cas les plus fréquents :
- Les titres sont pré-formatés par le logiciel. Ils ne sont ni en capitales, ni en gras.
- Le texte ne doit pas être écrit en capitales (les noms de famille non plus), ni en gras, ni en italique, ni en « petit »…
- Le gras n'est utilisé que pour surligner le titre de l'article dans l'introduction, une seule fois.
- L'italique est rarement utilisé : mots en langue étrangère, titres d'œuvres, noms de bateaux, etc.
- Les citations ne sont pas en italique mais en corps de texte normal. Elles sont entourées par des guillemets français : « et ».
- Les listes à puces sont à éviter, des paragraphes rédigés étant largement préférés. Les tableaux sont à réserver à la présentation de données structurées (résultats, etc.).
- Les appels de note de bas de page (petits chiffres en exposant, introduits par l'outil «  Source ») sont à placer entre la fin de phrase et le point final[comme ça].
- Les liens internes (vers d'autres articles de Wikipédia) sont à choisir avec parcimonie. Créez des liens vers des articles approfondissant le sujet. Les termes génériques sans rapport avec le sujet sont à éviter, ainsi que les répétitions de liens vers un même terme.
- Les liens externes sont à placer uniquement dans une section « Liens externes », à la fin de l'article. Ces liens sont à choisir avec parcimonie suivant les règles définies. Si un lien sert de source à l'article, son insertion dans le texte est à faire par les notes de bas de page.
- La présentation des références doit suivre les conventions bibliographiques. Il est recommandé d'utiliser les modèles {{Ouvrage}}, {{Chapitre}}, {{Article}}, {{Lien web}} et/ou {{Bibliographie}}. Le mode d'édition visuel peut mettre en forme automatiquement les références.
- Insérer une infobox (cadre d'informations à droite) n'est pas obligatoire pour parachever la mise en page.

Pour une aide détaillée, merci de consulter Aide:Wikification.
Si vous pensez que ces points ont été résolus, vous pouvez retirer ce bandeau et améliorer la mise en forme d'un autre article.
Pour les articles homonymes, voir Le Plafond et Le Plafond (film).
Pour plus de détails, voir Fiche technique et Distribution.
Le Plafond (Strop) est un moyen métrage tchécoslovaque réalisé par Věra Chytilová en 1961, souvent considéré comme la première œuvre de la Nouvelle Vague tchécoslovaque. Après avoir été boudé au Festival du court métrage de Tours où il était sélectionné en 1962, ce film de fin d'études reçoit le Prix de l'Union international des ciné-clubs au Festival international du court métrage d'Oberhausen (1962). Proche du cinéma-vérité, les critiques soulignent par ailleurs sa peinture « sans fard » de l'amitié féminine et de la condition des femmes. 

« Le Plafond marquait immédiatement le sens d'une démarche qui restera inchangée en cinq films : volonté farouche, quasi maniaque, d'authenticité (ses personnages sont rarement des acteurs et presque toujours jouent leur propre rôle), élégance d'une écriture volontiers sophistiquée (ici, la séquence des photos de mode), pessimisme d'autant plus profond qu'il se pare d'apparente futilité. »

## Synopsis
Une jeune étudiante et mannequin fait face à la dure réalité du monde de la mode. Prise entre une société mondaine et l'amitié de ses camarades d'université la poussera à se découvrir et à choisir sa voie. 

## Fiche technique[1]
- Titre francophone : Le Plafond
- Titre original : Strop
- Réalisation : Věra Chytilová
- Scénario : Věra Chytilová et Pavel Juráček
- Musique : Jan Klusak
- Photographie : Jaromir Sofr

## Distribution[1]
- Marta Kanovská
- Julián Chytil
- Josef Abrhám
- Jiří Menzel
- Jiří Brdečka (figurant)

## Distinctions
Prix de l'Union international des ciné-clubs au Festival international du court métrage d'Oberhausen (1962)
Sélectionné au Festival du court métrage de Tours (1962)